# تولید قهوه در هند

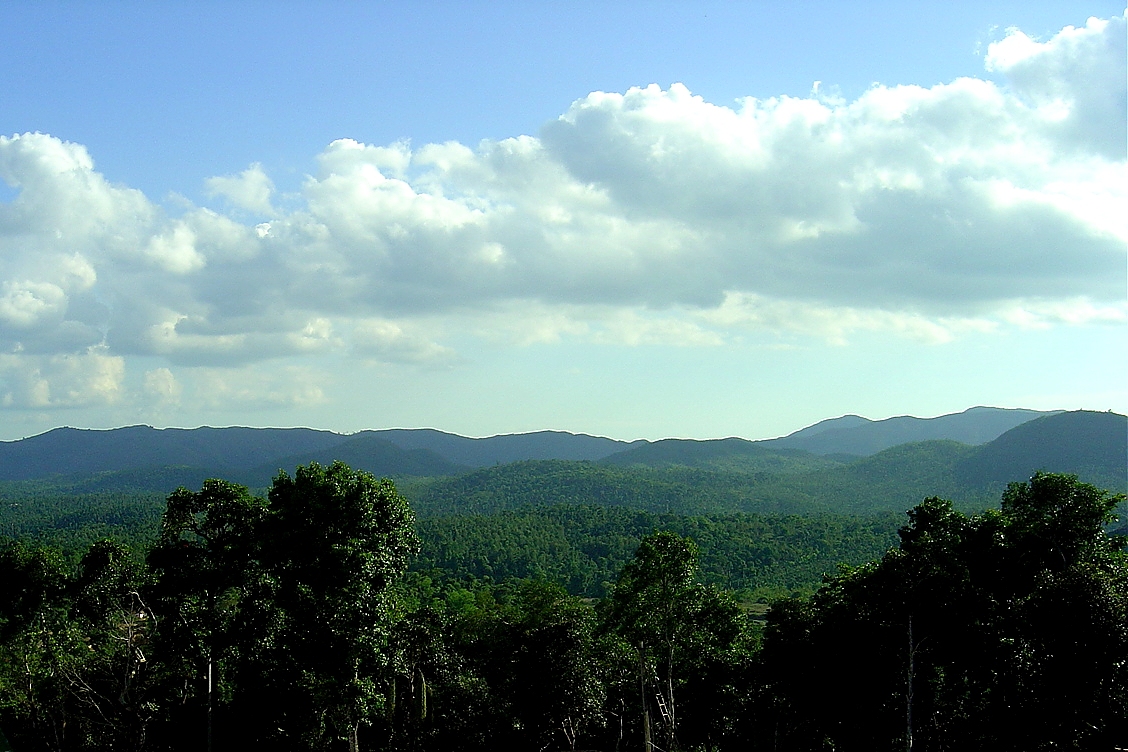
جنگل‌های انبوه قهوه در هند

تولید قهوه در هند در حد وسیعی بر نواحی تپه ای ایالت‌های جنوب هند، با مقدار ۷۱ درصد مربوط به ایالت کرناتکه (کوداگو به تنهایی ۳۳ درصد از تولید قهوه هند را به خود اختصاص داده است)، بعد از آن ایالت کرالا با ۲۱ درصد و ایالت تامیل نادو (به مقدار ۸٬۲۰۰ تن برابر با ۵ درصد از کل قهوه تولید شده در هند) استوار است. طبق گفته‌ها، قهوه هندی که در سایه حاصل از تاج درختان بزرگ پرورش یابد، نسبت به قهوه ای که در مناطق دیگر دنیا در زیر نور مستقیم آفتاب بدست می‌آید، باکیفیت تر ین قهوه است. در هند، حدود ۲۵۰٬۰۰۰ پرورش دهنده مزارع قهوه وجود دارد که ۹۸ درصد از آنها، از قشر پرورش دهنده در مقیاس کوچک هستند. در سال ۲۰۰۹، قهوه هند فقط ۴٫۵ درصد از کل قهوه تولید شده در دنیا را تشکیل می‌داد. به‌طور تقربی ۸۰ از قهوه هند صادر می‌شود، که ۷۰ درصد از این مقدار برای صادرات به آلمان، روسیه، اسپانیا، بلژیک، اسلوونی، ایالات متحده آمریکا، بریتانیا، ژاپن، یونان، هلند و فرانسه اختصاص دارد. ۲۹ درصد از صادرات مختص به ایتالیا است. بیشتر محموله‌های صادراتی، توسط کشتی و با عبور از آبراه کانال سوئز انجام می‌گیرد.